# Paulas Sommer
Paulas Sommer ist eine Kinder- bzw. Jugendserie, die ab dem 21. April 2007 im Programm der ARD Das Erste im Kinderprogramm Check Eins gezeigt wurde. Die Titelrolle ist mit Maria Vogt besetzt.
Die Serie ist von der FSK ohne Alterseinschränkung freigegeben worden. Gedreht wurde eine Staffel mit 13 Folgen; jede Folge hat eine Laufzeit von ca. 26 Minuten. Es handelt sich um eine in Deutschland hergestellte Produktion des WDR in Zusammenarbeit mit NordMovie/Televersal.

## Inhalt
Die 15-jährige Paula zieht nach dem Tod ihres Vaters zu ihrer leiblichen Mutter Eva, die sie seit ihrem dritten Lebensjahr so gut wie gar nicht mehr gesehen hat. Eva hat inzwischen eine neue Familie und lebt mit dieser auf dem großen Pferdegestüt Minkoff. Paula, die zu Pferden keine Verbindung und sich für diese bisher auch nicht interessiert hat, fühlt sich in dieser neuen Welt verloren und widmet sich ihrer großen Leidenschaft – dem Ballett.
Neben Streitigkeiten, zu denen es mit ihren neuen Geschwistern Fee und Finn immer wieder kommt, erlebt Paula aber auch das Gefühl der ersten großen Liebe und findet in der Zuneigung zu einem Problempferd namens „Morning Star“ neuen Halt. Als das junge Mädchen jedoch nach einem Besuch beim Arzt, der Paulas Fuß nach einem Bruch behandelt, erfährt, dass ihr Traum von einer Karriere als Balletttänzerin für ihre Gesundheit ein zu großes Risiko darstellt, bricht eine Welt für Paula zusammen. Auf Drängen ihrer neuen Familie wagt sie sich dann doch auf ein Pferd und wächst langsam mit der neuen Familie und dem Reitsport zusammen. Doch die Schatten der Vergangenheit holen sie immer wieder ein, weshalb Paulas ehemalige Ballettlehrerin und Nachbarin Renate Niemann ihr unterstützend zur Seite steht.

## Episodenliste
| Nr. (ges.) | Nr. (St.) | Originaltitel                     | Erstausstrahlung D | Regie              | Drehbuch        |
| ---------- | --------- | --------------------------------- | ------------------ | ------------------ | --------------- |
| 1          | 1         | Hallo, ich bin Paula              | 21. Apr. 2007      | Brigitta Dresewski | Brigitte Blobel |
| 2          | 2         | Morning Star, was hast du?        | 28. Apr. 2007      | Brigitta Dresewski | Brigitte Blobel |
| 3          | 3         | Das ist nicht fair!               | 5. Mai 2007        | Brigitta Dresewski | Brigitte Blobel |
| 4          | 4         | Ich kann wieder tanzen!           | 12. Mai 2007       | Brigitta Dresewski | Brigitte Blobel |
| 5          | 5         | Ich bin wie ich bin!              | 19. Mai 2007       | Brigitta Dresewski | Brigitte Blobel |
| 6          | 6         | Ich steig’ auf kein Pferd!        | 26. Mai 2007       | Brigitta Dresewski | Brigitte Blobel |
| 7          | 7         | So eine Liebe ist doch nicht gut! | 2. Juni 2007       | Brigitta Dresewski | Brigitte Blobel |
| 8          | 8         | Es ist was mit Sunny Boy!         | 9. Juni 2007       | Brigitta Dresewski | Brigitte Blobel |
| 9          | 9         | Was hab’ ich falsch gemacht?      | 16. Juni 2007      | Brigitta Dresewski | Brigitte Blobel |
| 10         | 10        | Ich will niemanden sehen!         | 23. Juni 2007      | Brigitta Dresewski | Brigitte Blobel |
| 11         | 11        | Mach’s gut, Morning Star!         | 30. Juni 2007      | Brigitta Dresewski | Brigitte Blobel |
| 12         | 12        | Ich habe Angst!                   | 7. Juli 2007       | Brigitta Dresewski | Brigitte Blobel |
| 13         | 13        | Ich liebe euch alle!              | 14. Juli 2007      | Brigitta Dresewski | Brigitte Blobel |

## Drehorte, Veröffentlichung
Gedreht wurde vorwiegend in Bad Arolsen in Hessen und in Warburg in Nordrhein-Westfalen. Die Serie wird immer mal wieder im Programm Das Erste-Check Eins wiederholt. Die Folgen 1 bis 6 sowie 7 bis 13 sind am 22. Juni 2007 bei der KNM Home Entertainment GmbH auf DVD erschienen. Am 13. Juni 2014 erschien bei der Release Company GmbH (Vertrieb Universum Film) eine Komplettbox.